# Olea hansineensis
Olea hansineensis — вид морських черевоногих молюсків родини Limapontiidae.

## Поширення
Вид поширений на сході Тихого океану.

## Опис
Тіло завдовжки до 1,3 см.

## Спосіб життя
Живе на мілководді. Оофаг. Живиться яйцями молюсків Haminoea vesicula.